# Nakaseke
Nakaseke  este un oraș  în  Uganda. Este reședinta  districtului Nakaseke.